# James Franco
James Edward Franco (Palo Alto, Kalifornia, 1978. április 19. –) kétszeres Golden Globe-díjas amerikai színész, filmrendező, filmproducer és festőművész.
2002-ben tüntették ki első Golden Globe-díjával James Dean megformálásáért az azonos című életrajzi tévéfilmben. Színészettel komolyabban az 1990-es évek végén kezdett el foglalkozni, mikor szerepet kapott a Különcök és stréberek című ifjúsági sorozatban. Széles körű ismertségre Sam Raimi Pókember-filmjeivel tett szert, Harry Osborn megformálójaként.
2006-ban főszerepet játszott a Flyboys – Égi lovagok (2006), az Annapolis – Ahol a hősök születnek és a Trisztán és Izolda című produkciókban.

## Fiatalkora és családja
A kaliforniai Palo Altóban látta meg a napvilágot 1978. április 19-én, szülei legidősebb gyermekeként. Anyja Betsy költő és író, apja, Doug Franco portugál és svéd származású. Anyai nagyanyja galériatulajdonos az ohiói Clevelandben.
Kaliforniában nőtt fel két öccsével, a később szintén a színészetet választó Tommal és Dave-vel. 1996-ban a Palo Altó-i középiskolában érettségizett. Végzősként ő kapta a "legjobb mosoly" címet. Ezután a Los Angeles-i állami egyetemre jelentkezett angol szakra, ahol színjátszást tanult. Szülei ellenzésére az első év elvégzése után otthagyta az egyetemet, hogy "igazi" színésszé váljon és órákat vett Robert Carnegie-től.

## Karrierje

### Színészi pályafutása
Az egyetem otthagyása után Franco tizenöt hónapig képezte magát, majd elkezdett színészi meghallgatásokra járni Los Angelesben. Így kapta meg 1999-ben egyik első szerepét a nem túl hosszú életű, de annál sikeresebb Különcök és stréberek című ifjúsági sorozatban. A sorozat befejezése óta a színész élete egyik legszórakoztatóbb munkatapasztalataként tartja számon ezt az időszakot. 2000-ben megkapta az első főszerepet a Kerül, amibe kerül című romantikus vígjátékban. A forgatáson ismerkedett meg Marla Sokoloff-fal, akivel öt évig éltek párkapcsolatban. Ezután következett a James Dean (2001) sokat bírált, bár Golden Globe-díjat érő címszerepe. Ezen szerepéért Primetime Emmy-díjra is jelölték. A Pókember film szereplőválogatására még úgy készült, hogy Peter Parker főszerepét szeretné megkapni. Végül az első film negatív szereplőjének, Norman Osbornnak a fiát, Harry Osbornt játszhatta el. Mind a 2002-ben bemutatott első rész, mind a 2004-ben debütált Pókember 2. nagy siker lett, sok elismerést és népszerűséget hozva a színésznek. 2003-ban a Balett-társulat című filmdrámában is szerepelt Neve Campbell oldalán.
2006-ban több mozifilmben is feltűnt: elsőként a Trisztán és Izolda legendás címszereplő hőseként, majd Tyrese Gibson mellett tengerész alakítva az Annapolis – Ahol a hősök születnek című drámában, végül egy cowboyból lett pilótát játszott Tony Bill Flyboys – Égi lovagok című rendezésében. Szerepelt még Nicolas Cage-dzsel a Rejtélyek szigete című horrorfilmben is. Mellékszerepet kapott a Lindsay Lohan főszereplésével készült Holiday című romantikus filmben.
A 2007-ben bemutatott Pókember 3. is meghozta az sikert a készítők és a szereplők számára. Franco utána belevágott az Ananász expressz című alkotásba, a Különcök és stréberek-ben megismert korábbi színésztársával, Seth Rogennel. Ezenkívül szerepet vállalt a Harvey Milk életét összegző Milk című 2008-as életrajzi alkotásban. 2010-ben főszerepet kapott a 127 óra című filmben, melyet megtörtént eset alapján Danny Boyle rendezett. Ezen alakításáért Oscar-díjra jelölték. 2018-ban megkapta második Golden Globe-díját A katasztrófaművész című filmben nyújtott alakításáért, Tommy Wiseau színész megformálásáért.

### Művészi karrierje
A művészetek közül a festőművészet keltette fel Franco figyelmét iskolás évei alatt. Elmondása szerint régebb óta fest, mint színészkedik, a Pókember 3. egyik jelenetében is látható alkotás közben. Műveit a nagyközönség először a Los Angeles-i Glü Galleryben tekinthette meg, 2006 elején.

## Magánélete
2016 áprilisában a New York Magazine-nak ekképp nyilatkozott szexualitásáról: „Egy kicsit meleg vagyok, van egy meleg James.”

## Filmográfia

### Film

#### Rendező, író és producer

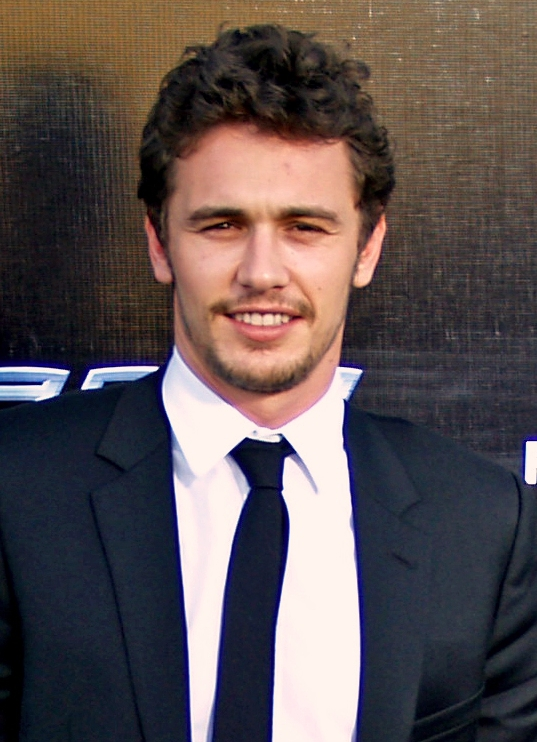
A Pókember 3. premierjén (2007)

| Év   | Magyar cím          | Eredeti cím                   | Feladatkör | Feladatkör   | Feladatkör | Megjegyzések   |
| Év   | Magyar cím          | Eredeti cím                   | Rendező    | Forgatókönyv | Producer   | Megjegyzések   |
| ---- | ------------------- | ----------------------------- | ---------- | ------------ | ---------- | -------------- |
| 2005 | A majom             | The Ape                       | Igen       | Igen         | Vezető     |                |
| 2005 |                     | Fool's Gold                   | Igen       | Igen         | Nem        |                |
| 2007 |                     | Good Time Max                 | Igen       | Igen         | Nem        |                |
| 2009 |                     | The Feast of Stephen          | Igen       | Igen         | Nem        | rövidfilm      |
| 2010 |                     | Saturday Night                | Igen       | Nem          | Nem        | dokumentumfilm |
| 2011 |                     | The Broken Tower              | Igen       | Igen         | Igen       | vágó           |
| 2011 |                     | Sal                           | Igen       | Igen         | Nem        |                |
| 2012 |                     | My Own Private River          | Igen       | Nem          | Nem        | dokumentumfilm |
| 2013 |                     | Interior. Leather Bar.        | Igen       | Nem          | Igen       | operatőr       |
| 2013 |                     | As I Lay Dying                | Igen       | Igen         | Nem        |                |
| 2013 | Isten gyermeke      | Child of God                  | Igen       | Igen         | Nem        |                |
| 2013 |                     | Kink                          | Nem        | Nem          | Igen       |                |
| 2014 |                     | The Sound and the Fury        | Igen       | Nem          | Nem        |                |
| 2014 | Az interjú          | The Interview                 | Nem        | Nem          | Vezető     |                |
| 2015 |                     | Yosemite                      | Nem        | Nem          | Vezető     |                |
| 2015 |                     | I Am Michael                  | Nem        | Nem          | Igen       |                |
| 2015 | Agydopping naplók   | The Adderall Diaries          | Nem        | Nem          | Igen       |                |
| 2016 | Beavatás            | Goat                          | Nem        | Nem          | Igen       |                |
| 2016 |                     | King Cobra                    | Nem        | Nem          | Igen       |                |
| 2016 | Késik a szüret      | In Dubious Battle             | Igen       | Nem          | Igen       |                |
| 2016 | Miért pont Ő?       | Why Him?                      | Nem        | Nem          | Vezető     |                |
| 2017 |                     | The Labyrinth                 | Nem        | Nem          | Vezető     |                |
| 2017 |                     | The Institute                 | Igen       | Nem          | Vezető     |                |
| 2017 |                     | Actors Anonymous              | Nem        | Nem          | Vezető     |                |
| 2017 | A katasztrófaművész | The Disaster Artist           | Igen       | Nem          | Igen       |                |
| 2017 |                     | Don't Come Back from the Moon | Nem        | Nem          | Igen       |                |
| 2017 |                     | The Mad Whale                 | Nem        | Nem          | Igen       |                |
| 2018 |                     | Future World                  | Igen       | Nem          | Igen       |                |
| 2018 | Színlelők           | The Pretenders                | Igen       | Nem          | Nem        |                |
| 2019 |                     | Zeroville                     | Igen       | Nem          | Nem        |                |

#### Színész
| Év   | Magyar cím                                   | Eredeti cím                                         | Szerep                        | Magyar hang           | Rendező                   |
| ---- | -------------------------------------------- | --------------------------------------------------- | ----------------------------- | --------------------- | ------------------------- |
| 1999 | A bambanő                                    | Never Been Kissed                                   | Jason                         |                       | Raja Gosnell              |
| 2000 | Kerül, amibe kerül                           | Whatever It Takes                                   | Chris Campbell                | Markovics Tamás       | David Raynr               |
| 2000 |                                              | If Tomorrow Comes                                   | Devin                         |                       | Gerrit Steenhagen         |
| 2001 |                                              | Mean People Suck (rövidfilm)                        | Casey Mitchell                |                       | Matthew Cole Weiss        |
| 2002 | Pókember                                     | Spider-Man                                          | Harry Osborn                  | Dévai Balázs          | Sam Raimi (1.)            |
| 2002 | A drog pokla                                 | Deuces Wild                                         | Tino Verona                   | Kolovratnik Krisztián | Scott Kalvert             |
| 2002 |                                              | Mother Ghost                                        | gördeszkás srác               |                       | Rich Thorne               |
| 2002 | Sonny                                        | Sonny                                               | Sonny                         | Lux Ádám              | Nicolas Cage              |
| 2002 | Az igazság órája                             | City By The Sea                                     | Joey Nova                     | Bozsó Péter           | Michael Caton-Jones       |
| 2003 | Balett-társulat                              | The Company                                         | Josh Williams                 | Balázs Zoltán         | Robert Altman             |
| 2004 | Pókember 2.                                  | Spider-Man 2                                        | Harry Osborn                  | Király Attila         | Sam Raimi (2.)            |
| 2005 | A majom                                      | The Ape                                             | Harry Walker                  | Varga Gábor           | James Franco (1.)         |
| 2005 | A nagy mentőakció                            | The Great Raid                                      | Prince százados               | Karácsonyi Zoltán     | John Dahl                 |
| 2005 |                                              | Fool's Gold                                         | Brent                         |                       | James Franco (2.)         |
| 2006 | Trisztán és Izolda                           | Tristan + Isolde                                    | Trisztán                      | Szabó Máté            | Kevin Reynolds            |
| 2006 | Annapolis – Ahol a hősök születnek           | Annapolis                                           | Jake Huard                    | Varga Gábor           | Justin Lin (1.)           |
| 2006 | Rejtélyek szigete                            | The Wicker Man                                      | férfi a bárban                | Csőre Gábor           | Neil LaBute               |
| 2006 | Flyboys – Égi lovagok                        | Flyboys                                             | Blaine Rawlings               | Hevér Gábor           | Tony Bill                 |
| 2006 | A halott lány                                | The Dead Girl                                       | Derek Shepard                 | Dévai Balázs          | Karen Moncrieff           |
| 2006 | Holiday                                      | The Holiday                                         | önmaga (cameoszerep)          | Király Attila         | Nancy Meyers              |
| 2007 | An American Crime: Bűnök                     | An American Crime                                   | Andy Gordon                   | Czető Roland          | Tommy O'Haver             |
| 2007 | Interjú                                      | Interview                                           | hang a telefonban             |                       | Steve Buscemi             |
| 2007 |                                              | Finishing the Game: The Search for a New Bruce Lee  | Dean Silo                     |                       | Justin Lin (2.)           |
| 2007 | Felkoppintva                                 | Knocked Up                                          | önmaga (cameo)                | Király Attila         | Judd Apatow               |
| 2007 | Pókember 3.                                  | Spider-Man 3                                        | Harry Osborn / Zöld manó      | Király Attila         | Sam Raimi (3.)            |
| 2007 |                                              | Good Time Max                                       | Max                           |                       | James Franco (3.)         |
| 2007 | Elah völgyében                               | In the Valley of Elah                               | Dan Carnelli őrmester         | Markovics Tamás       | Paul Haggis (1.)          |
| 2008 | Camille – Egy halhatatlan szerelem története | Camille                                             | Silas Parker                  | Varga Gábor           | Gregory Mackenzie         |
| 2008 | Ananász expressz                             | Pineapple Express                                   | Saul Silver                   | Dévai Balázs          | David Gordon Green (1.)   |
| 2008 | Éjjel a parton                               | Nights in Rodanthe                                  | Mark Flanner                  | Simon Kornél          | George C. Wolfe           |
| 2008 | Milk                                         | Milk                                                | Scott Smith                   | Pálmai Szabolcs       | Gus Van Sant              |
| 2010 | Üvöltés                                      | Howl                                                | Allen Ginsberg                | Viczián Ottó          | Rob Epstein (1.)          |
| 2010 | Üvöltés                                      | Howl                                                | Allen Ginsberg                | Viczián Ottó          | Jeffrey Friedman (1.)     |
| 2010 | Párterápia                                   | Date Night                                          | Tom "Taste" Felton            | Dévai Balázs          | Shawn Levy                |
| 2010 | William Vincent                              | Shadows and Lies                                    | William Vincent               |                       | Jay Anania (1.)           |
| 2010 | Ízek, imák, szerelmek                        | Eat, Pray, Love                                     | David Piccolo                 | Simon Kornél          | Ryan Murphy               |
| 2010 | 127 óra                                      | 127 Hours                                           | Aron Ralston                  | Széles Tamás          | Danny Boyle               |
| 2010 | Szerelem és bizalmatlanság                   | Love & Distrust                                     | Travis                        |                       | Eric Kmetz                |
| 2011 | Zöld darázs                                  | The Green Hornet                                    | Danny "Crystal" Clear (cameo) | Seszták Szabolcs      | Michel Gondry             |
| 2011 | Király!                                      | Your Highness                                       | Fabious herceg                | Dévai Balázs          | David Gordon Green (2.)   |
| 2011 |                                              | The Broken Tower                                    | Hart Crane                    | –                     | James Franco (4.)         |
| 2011 | A majmok bolygója: Lázadás                   | Rise of the Planet of the Apes                      | Will Rodman                   | Lux Ádám              | Rupert Wyatt              |
| 2011 |                                              | Sal                                                 | Milton Katselas               |                       | James Franco (5.)         |
| 2012 |                                              | About Cherry                                        | Francis                       |                       | Stephen Elliott           |
| 2012 |                                              | Maladies                                            | James                         |                       | Carter                    |
| 2012 |                                              | The Iceman                                          | Marty Freeman                 |                       | Ariel Vromen              |
| 2012 | Spring Breakers – Csajok szabadon            | Spring Breakers                                     | Alien                         | Dévai Balázs          | Harmony Korine            |
| 2012 |                                              | The Letter                                          | Tyrone                        |                       | Jay Anania (2.)           |
| 2012 | C. K. Williams élete                         | The Color of Time                                   | C. K. Williams                | Szatory Dávid         | több rendező              |
| 2013 |                                              | Interior. Leather Bar.                              | önmaga                        |                       | James Franco (6.)         |
| 2013 | Travis Mathews                               | Interior. Leather Bar.                              | önmaga                        |                       |                           |
| 2013 |                                              | Lovelace                                            | Hugh Hefner                   |                       | Rob Epstein (2.)          |
| 2013 | Jeffrey Friedman (2.)                        | Lovelace                                            | Hugh Hefner                   |                       |                           |
| 2013 | Óz, a hatalmas                               | Oz: The Great and Powerful                          | Óz                            | Fekete Ernő           | Sam Raimi (4.)            |
| 2013 |                                              | As I Lay Dying                                      | Darl Bundren                  |                       | James Franco (7.)         |
| 2013 | Itt a vége                                   | This Is the End                                     | önmaga                        | Dévai Balázs          | Seth Rogen (1.)           |
| 2013 | Itt a vége                                   | This Is the End                                     | önmaga                        | Dévai Balázs          | Evan Goldberg (1.)        |
| 2013 |                                              | Palo Alto                                           | Mr. B                         |                       | Gia Coppola               |
| 2013 | Isten gyermeke                               | Child of God                                        | Jerry                         | Lux Ádám              | James Franco (8.)         |
| 2013 | Harmadik fél                                 | Third Person                                        | Richard "Rick" Weiss          | Dévai Balázs          | Paul Haggis (2.)          |
| 2013 | Harcban élve                                 | Homefront                                           | Morgan "Gator" Bodine         | Varga Gábor           | Gary Fleder               |
| 2014 | Veronica Mars                                | Veronica Mars                                       | önmaga (cameo)                | Varga Gábor           | Rob Thomas                |
| 2014 | A majmok bolygója: Forradalom                | Dawn of the Planet of the Apes                      | Will Rodman (cameoszerep)     | Lux Ádám              | Matt Reeves               |
| 2014 | Jóemberek                                    | Good People                                         | Tom Wright                    | Minárovits Péter      | Henrik Ruben Genz         |
| 2014 |                                              | The Sound and the Fury                              | Benjy Compson                 |                       | James Franco (9.)         |
| 2014 | Az interjú                                   | The Interview                                       | Dave Skylark                  | Makranczi Zalán       | Seth Rogen (2.)           |
| 2014 | Az interjú                                   | The Interview                                       | Dave Skylark                  | Makranczi Zalán       | Evan Goldberg (2.)        |
| 2015 |                                              | Don Quixote: The Ingenious Gentleman of La Mancha   | Pasamonte                     |                       | több rendező              |
| 2015 | Igaz történet                                | True Story                                          | Christian Longo               | Varga Gábor           | Rupert Goold              |
| 2015 |                                              | Yosemite                                            | Phil                          |                       | Gabrielle Demeestere      |
| 2015 |                                              | I Am Michael                                        | Michael Glatze                |                       | Justin Kelly (1.)         |
| 2015 | A sivatag királynője                         | Queen of the Desert                                 | Henry Cadogan                 |                       | Werner Herzog             |
| 2015 |                                              | Every Thing Will Be Fine                            | Tomas Eldan                   |                       | Wim Wenders               |
| 2015 | Wild Horses                                  | Wild Horses                                         | Ben Briggs                    | Varga Gábor           | Robert Duvall             |
| 2015 |                                              | The Heyday of the Insensitive Bastards              | Conrad                        |                       | Ryan Moody                |
| 2015 | Agydopping naplók                            | The Adderall Diaries                                | Stephen Elliott               | Varga Gábor           | Pamela Romanowsky (1.)    |
| 2015 | A kis herceg                                 | The Little Prince                                   | Róka (hangja)                 | Széles Tamás          | Mark Osborne              |
| 2015 |                                              | Memoria                                             | Mr. Wyckoff                   |                       | Vladimir de Fontenay      |
| 2015 | Nina Ljeti                                   | Memoria                                             | Mr. Wyckoff                   |                       |                           |
| 2015 | Másnap(os) karácsony                         | The Night Before                                    | önmaga                        | Dévai Balázs          | Jonathan Levine           |
| 2016 | Beavatás                                     | Goat                                                | Mitch                         | Dévai Balázs          | Andrew Neel               |
| 2016 | Virsliparti                                  | Sausage Party                                       | Drogos (hangja)               | Dévai Balázs          | Conrad Vernon             |
| 2016 | Virsliparti                                  | Sausage Party                                       | Drogos (hangja)               | Dévai Balázs          | Greg Tiernan              |
| 2016 |                                              | King Cobra                                          | Joseph "Joe" Kerekes          |                       | Justin Kelly (2.)         |
| 2016 |                                              | Burn Country                                        | Lindsay                       |                       | Ian Olds                  |
| 2016 |                                              | The Caged Pillows (rövidfilm)                       | David Del Rosario (hangja)    |                       | Galen Pehrson             |
| 2016 | Késik a szüret                               | In Dubious Battle                                   | Mac McLeod                    | Dévai Balázs          | James Franco (10.)        |
| 2016 | Miért pont Ő?                                | Why Him?                                            | Laird Mayhew                  | Dévai Balázs          | John Hamburg              |
| 2017 |                                              | The Labyrinth                                       | narrátor (hangja)             |                       | több rendező              |
| 2017 |                                              | The Institute                                       | Dr. Cairn                     |                       | James Franco (11.)        |
| 2017 | Pamela Romanowsky (2.)                       | The Institute                                       | Dr. Cairn                     |                       |                           |
| 2017 |                                              | Actors Anonymous                                    | Jake Lamont                   |                       | több rendező              |
| 2017 |                                              | The Show                                            | férfi házigazda               |                       | Giancarlo Esposito        |
| 2017 | A katasztrófaművész                          | The Disaster Artist                                 | Tommy Wiseau                  | Dévai Balázs          | James Franco (12.)        |
| 2017 |                                              | Alien: Covenant - Prologue: Last Supper (rövidfilm) | Jacob Branson                 |                       | Luke Scott                |
| 2017 | Alien: Covenant                              | Alien: Covenant                                     | Jacob Branson (cameo)         | Dévai Balázs          | Ridley Scott              |
| 2017 |                                              | Don't Come Back from the Moon                       | Roman Smalley                 |                       | Bruce Thierry Cheung (1.) |
| 2017 | A széf                                       | The Vault                                           | Ed Maas                       | Dévai Balázs          | Dan Bush                  |
| 2017 |                                              | The Mad Whale                                       | Edward Fry                    |                       | több rendező              |
| 2018 |                                              | Future World                                        | Hadúr                         |                       | James Franco (13.)        |
| 2018 | Bruce Thierry Cheung (2.)                    | Future World                                        | Hadúr                         |                       |                           |
| 2018 | A kötelék                                    | Kin                                                 | Taylor Balik                  | Dányi Krisztián       | Jonathan és Josh Baker    |
| 2018 | Buster Scruggs balladája                     | The Ballad of Buster Scruggs                        | Cowboy                        |                       | Joel és Ethan Coen        |
| 2018 | Színlelők                                    | The Pretenders                                      | Maxwell                       | Makranczi Zalán       | James Franco (14.)        |
| 2019 |                                              | Zeroville                                           | Vikar                         |                       | James Franco (15.)        |
| 2019 | Sarkvidéki akció                             | Arctic Dogs                                         | Lemmy (hangja)                | Seszták Szabolcs      | Aaron Woodley             |
| 2024 | A pénz ára                                   | Largo Winch: Le prix de l'argent                    | Ezio Burntwood                | Papp Dániel           | Olivier Masset-Depasse    |
| 2024 |                                              | Hey Joe                                             | Dean Barry                    |                       | Claudio Giovannesi        |

### Televízió
| Év        | Magyar cím                          | Eredeti cím                          | Szerep                            | Megjegyzések                                                                                        |
| --------- | ----------------------------------- | ------------------------------------ | --------------------------------- | --------------------------------------------------------------------------------------------------- |
| 1997      | Pacific Blue                        | Pacific Blue                         | Brian                             | 1 epizód                                                                                            |
| 1998      | Zsarucsalád akcióban                | To Serve and Protect                 | Matt Carr                         | minisorozat (2 epizód)                                                                              |
| 1999      | Pszichozsaru                        | Profiler                             | Stevie                            | 1 epizód                                                                                            |
| 1999–2000 | Különcök és stréberek               | Freaks and Geeks                     | Daniel Desario                    | 18 epizód                                                                                           |
| 2000      |                                     | At Any Cost                          | Mike                              | tévéfilm                                                                                            |
| 2001      | James Dean                          | James Dean                           | James Dean                        | tévéfilm                                                                                            |
| 2001      | X-akták                             | The X-Files                          | rendőr                            | 1 epizód (Biztos halál)                                                                             |
| 2007–2008 |                                     | General Hospital: Night Shift        | Franco                            | 13 epizód                                                                                           |
| 2008–2017 | Saturday Night Live                 | Saturday Night Live                  | önmaga (házigazda)                | 4 epizód                                                                                            |
| 2009      | 81. Oscar-gála                      | 81st Academy Awards                  | Saul Silver                       | különkiadás                                                                                         |
| 2009–2012 |                                     | General Hospital                     | Franco                            | 20 epizód                                                                                           |
| 2010      | A stúdió                            | 30 Rock                              | önmaga                            | 1 epizód                                                                                            |
| 2011      | 83. Oscar-gála                      | 83rd Academy Awards                  | önmaga / társ-házigazda           | különkiadás                                                                                         |
| 2012      |                                     | FCU: Fact Checkers Unit              | James                             | 1 epizód                                                                                            |
| 2012      | Hollywood Heights – Törj a csúcsra! | Hollywood Heights                    | Osborne "Oz" Silver               | 6 epizód                                                                                            |
| 2013      |                                     | The Mindy Project                    | Dr. Paul Leotard                  | 2 epizód                                                                                            |
| 2013      | Égessük le James Francot!           | Comedy Central Roast of James Franco | égetett                           | különkiadás                                                                                         |
| 2014      | Csupasz túlélők                     | Naked and Afraid                     | önmaga                            | különkiadás                                                                                         |
| 2015      |                                     | Deadbeat                             | Johnny Penis                      | 1 epizód                                                                                            |
| 2016      | Angie Tribeca – A törvény nemében   | Angie Tribeca                        | Eddie Bors őrmester               | 6 epizód                                                                                            |
| 2016      | 11.22.63                            | 11.22.63                             | Jake Epping                       | - minisorozat - főszereplő és producer (8 epizód) - rendező (1 epizód)                              |
| 2016      | Veszélyes éjszakák                  | Mother, May I Sleep with Danger?     | színdarab rendezője               | tévéfilm főszereplő és forgatókönyvíró                                                              |
| 2017      | Középiskolás szerető                | High School Lover                    | Ricky Winters                     | - tévéfilm - vezető producer                                                                        |
| 2017–2019 | Fülledt utcák                       | The Deuce                            | Vincent Martino / Frankie Martino | - főszereplő (25 epizód) - magyar hangja: - Makranczi Zalán - vezető producer és rendező (4 epizód) |
| 2024-     |                                     | Karantina                            | Jacob Stone                       | - ismeretlen epizód                                                                                 |

## Fordítás
- Ez a szócikk részben vagy egészben  a   James Franco című angol Wikipédia-szócikk fordításán alapul.  Az eredeti cikk szerkesztőit annak laptörténete sorolja fel. Ez a jelzés csupán a megfogalmazás eredetét és a szerzői jogokat jelzi, nem szolgál a cikkben szereplő információk forrásmegjelöléseként.
- Ez a szócikk részben vagy egészben  a   James Franco filmography című angol Wikipédia-szócikk fordításán alapul.  Az eredeti cikk szerkesztőit annak laptörténete sorolja fel. Ez a jelzés csupán a megfogalmazás eredetét és a szerzői jogokat jelzi, nem szolgál a cikkben szereplő információk forrásmegjelöléseként.